# Pierre Caron (réalisateur)
Pour les articles homonymes, voir Pierre Caron et Caron.
Pierre Antoine Caron est un réalisateur, scénariste et producteur français, né le 15 août 1901 dans le 9e arrondissement de Paris et mort le 22 février 1971 à Caracas au Venezuela où il avait dû fuir à la fin de la Seconde Guerre mondiale.

## Biographie
Après avoir terminé ses études au Lycée Carnot, il réalise à l'âge de vingt ans son premier film, L'Homme qui vendit son âme au diable avec Charles Dullin (1920), bien accueilli par la critique[réf. souhaitée]. En 1923, il crée la société de production Pierre Caron et produit le film La Mare au diable, dont il est aussi le réalisateur. Il travaille ensuite sur des commandes publicitaires.
Il revient au cinéma au début du parlant et tourne notamment Grains de beauté (1932), Votre sourire (1934), Blanchette avec Marie Bell (1936), Marinella avec Tino Rossi (1936), La Route enchantée avec Charles Trenet. En 1938, Sacha Guitry lui confie la réalisation de l'adaptation de sa pièce L'Accroche-cœur, avec Henri Garat et Jacqueline Delubac. Il réalise encore Bécassine puis deux films pendant l'Occupation, dont Pension Jonas. Durant l'Occupation allemande, il est également condamné à un emprisonnement lié au marché noir.
À la Libération, pour avoir tourné pour la Continental-Films, société de production cinématographique française liée à la collaboration, et pour des activités de marché noir, il est condamné à une peine d'emprisonnement de cinq ans et à une forte amende, mais il réussit à quitter la France. Il réalise trois films en Espagne (un long-métrage et deux courts-métrages) et un au Venezuela, et meurt en exil à Caracas en 1971.

## Filmographie

### Assistant réalisateur
- 1931 : Après l'amour de Léonce Perret

### Réalisateur
- 1920 : L'Homme qui vendit son âme au diable
- 1923 : La Mare au diable
- 1932 : Grains de beauté coréalisé avec Léonce Perret
- 1934 : Votre sourire coréalisé avec Monty Banks
- 1935 : Juanita
- 1936 : La Tentation
- 1936 : Notre-Dame-d'Amour
- 1936 : Les Demi-vierges
- 1936 : Blanchette
- 1936 : Marinella
- 1937 : La Fessée
- 1937 : Cinderella
- 1938 : Le Monsieur de cinq heures
- 1938 : Mon oncle et mon curé
- 1938 : Les Femmes collantes
- 1938 : L'Accroche-cœur (Riviera Express)
- 1938 : La Route enchantée
- 1939 : Chantons quand même
- 1940 : Bécassine
- 1941 : Ne bougez plus
- 1942 : Pension Jonas
- 1945 : Ils étaient cinq permissionnaires
- 1946 : Por el gran premio
- 1952 : Esmeralda la Gitanilla
- 1952 : Solea la Montesa
- 1956 : Eva no Brasil